# بلوط‌داران
بلوط‌داران (نام علمی: Balanophoraceae) نام یک تیره از راسته صندل‌سانان است.